# جيمس بيني
جيمس بيني (بالإنجليزية: James Binney)‏ (و. 1950 – م) هو فيزيائي، وعالم فلك من المملكة المتحدة . ولد في لندن الكبرى. وهو عضواً في الجمعية الملكية .

## التعليم
تعلم في مدرسة الكلية الملكية ‏

## جوائز
حصل على جوائز منها:
- وسام إدينجتون (2013)
- جائزة ديراك لمؤسسة الفيزياء [الإنجليزية]‏ (2010)
- زمالة الجمعية الملكية.